# محمد كريم الجموسي
محمد كريم الجموسي ولد في 28 يناير 1966 في تونس العاصمة، هو موظف سامي وقاضي وسياسي تونسي.

## السيرة الذاتية

### الدراسات
محمد كريم الجموسي هو ابن بشير الجموسي، أحد أول أساتذة المعهد الوطني للعلوم الفلاحية بتونس.

تحصل محمد كريم على الماجستير في القانون وشهادة الدراسات المعمقة في القانون العام من كلية الحقوق والعلوم السياسية بتونس.

### المسار المهني
بدأ مساره المهني كمستشار مساعد ومستشار مقرر في الغرفة الاستشارية بالمحكمة الإدارية، ثم مستشار لدى محكمة التعقيب، فمفوض دولة بالمحكمة الإدارية، وأخيرا رئيسا للمحكمة الإدارية. كان أيضا رئيس مشروع مجلة الاستثمارات الجديدة، ورئيس مشروع إقرار وتنصيب الهيئة الوطنية للاستثمار الجديدة، وكان عضوا باللجنة الوطنية للأخلاقيات الطبية، وأستاذ لدى المدرسة الوطنية للإدارة، قبل أن يصبح مدير ديوان وزير التنمية والاستثمار والتعاون الدولي.

### المسار السياسي
عين في 29 يناير 2014 ككاتب دولة مكلف بأملاك الدولة في حكومة مهدي جمعة حتى 6 فبراير 2015.

ثم عين في 14 نوفمبر 2018 في منصب وزير العدل في حكومة يوسف الشاهد.

## الحياة الخاصة
محمد كريم الجموسي متزوج وأب لطفلين. يتقن كل من العربية والفرنسية والإنجليزية والإيطالية.